# 6 del mestiere?!
6 del mestiere?! è stato un programma televisivo italiano andato in onda su Canale 5 della fascia preserale nell'estate 1997, dal 30 giugno al 13 settembre. La conduzione era affidata a Claudio Lippi insieme a Luana Ravegnini.

## La trasmissione
Il game show, basato sul format gaelico Pwy di Pwy?, era il primo ad aver sostituito per la stagione estiva il programma di Paolo Bonolis e Luca Laurenti Tira & Molla e prevedeva in ogni puntata la presenza di due sfidanti che avevano l'obiettivo di assegnare ad ognuno dei sei mestieranti il proprio mestiere, basandosi su alcune prove pratiche eseguite in studio. Prima di ogni puntata, ad ognuno dei sei venivano spiegate le tecniche di lavoro degli altri per poter trarre in inganno al meglio i concorrenti ma anche il pubblico in studio, che aveva la possibilità di assegnare a ciascuno il proprio lavoro con la responsabilità di sviare i concorrenti e influenzare la loro scelta finale.
Il cast della trasmissione, oltre ai due conduttori, prevedeva la presenza di sei valletti che allestivano lo studio per le prove pratiche e di otto ballerine, che spezzavano il ritmo della trasmissione con alcuni stacchetti.
Gli autori della trasmissione erano Mirko Setaro, Guglielmo Fiamma, Chicco Sfondrini, Peppi Nocera e Angelo Mandelli. La regia era di Franco Bianca.
La sigla s'intitolava Muovi l'anca e fu scritta da Maurizio Piccoli (con gli stessi Sfondrini e Nocera) e Renato Pareti.